# Mariska Kramer-Postma
Mariska Kramer-Postma (26 de abril de 1974) es una deportista neerlandesa que compitió en duatlón. Ganó una medalla de plata en el Campeonato Mundial de Duatlón de Larga Distancia de 2008.

## Palmarés internacional
| Campeonato Mundial | Campeonato Mundial | Campeonato Mundial | Campeonato Mundial |
| Año                | Lugar              | Medalla            | Prueba             |
| ------------------ | ------------------ | ------------------ | ------------------ |
| 2008               | Geel (Bélgica)     | Medalla de plata   | Individual         |